# 侵略戦争
侵略戦争（しんりゃくせんそう、英: war of aggressionあるいはwar of conquest)は、侵略、すなわち一般的には自国の領土の拡張のために他国の領土を占領する目的で武力を行使して争う戦争。軍事侵攻と言ったり、他の語と組み合わせて使う場合は短縮した表現で「侵攻」ともいう。

## 概要
国際刑事裁判所に関するローマ規程（1998年7月17日、ローマにおける国際刑事裁判所の設立に関する国際連合全権外交使節会議（通称ローマ会議）で、賛成120か国、反対7か国の圧倒的多数で採択された）では、侵略犯罪は「国際社会に対する最も深刻な犯罪である」としており、侵略犯罪は国際刑事裁判所 (ICC) の管轄であると規定している。
ただしこのローマ規程は、締約国が犯罪の定義に同意し起訴される条件を設定するまでICCが侵略犯罪に対する管轄権を行使できない、とも規定していていたが、2010年6月11日のカンパラ再検討会議で計111の法廷締約国が当犯罪の定義とこの犯罪に対する管轄権行使の条件を受け入れる決議を採択することに合意した。そして、関連する規程の修正が35の締約国によって批准された後、2018年7月17日に正式に発効した。

## 歴史
侵略戦争として裁判所で裁かれた件でおそらく最初のものは、シチリア王コッラディーノが1268年に起こした戦争である。

## 近年の事例
- 2022年ロシアのウクライナ侵攻